# Ford Escape

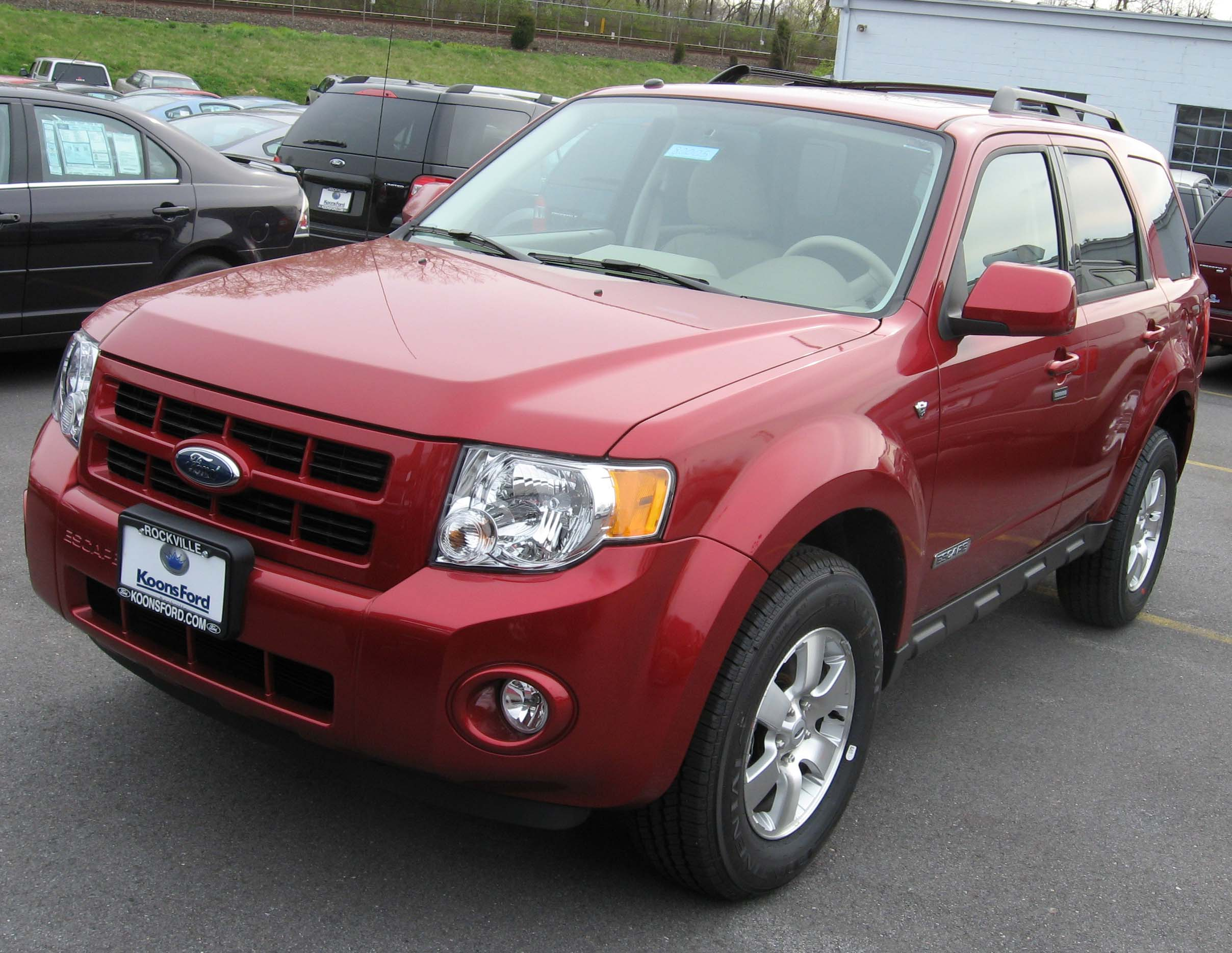
Ford Escape del 2008

La Ford Escape és un vehicle tot camí compacte fabricat per Ford Motor Company a principis del 2001 i amb un preu inferior al Ford Explorer; l'Escape va crear-se en joint venture amb Mazda i va ser presentat paral·lelament amb la Mazda Tribute. Al mercat europeu es va vendre com a Ford Maverick fins al 2006. Per l'any 2005, la divisió de luxe Mercury va presentar el Marine. L'Escape va ser el primer vehicle tot camí híbrid, amb la presentació del Ford Escape Hybrid.

## Primera generació (2001-2007)

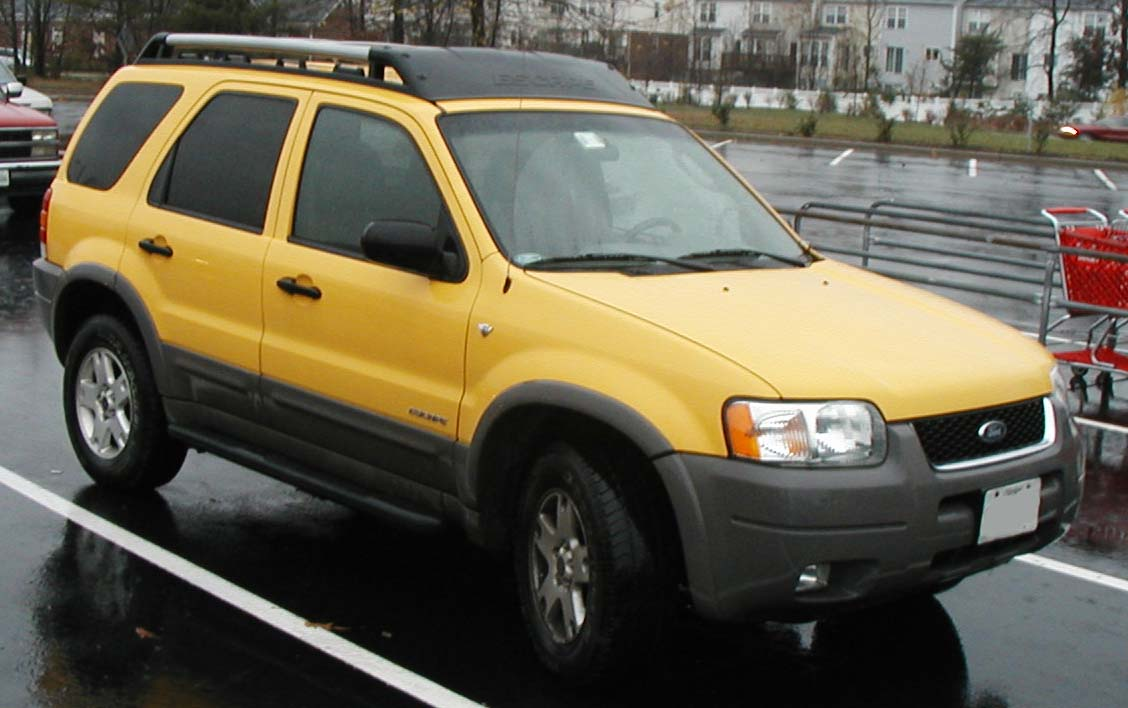
Ford Escape del 2001-04

Construït amb la plataforma CD2 de Ford, l'Escape era un producte que se situava sota la Explorer; tot i ser més petit que aquesta, tenia una major mida que els seus rivals d'Honda i Toyota: la CR-V i la RAV4. Per aquell temps molts vehicles tot camí usaven xassís de camió lleuger basats en el Body-on-frame i diferencial sòlid (solid rear axle), que permetien carregar molt de pes. Doncs bé, Ford Motor Company va estar sondejant a compradors de vehicles tot camí i observà que molts no els portaven fora de la carretera, amb el qual va decidir oferir un vehicle monocoque amb un aspecte més semblant al d'un cotxe, suspensió independent i direcció de cremallera. Tot i que no estava pensat per ser usat en aplicacions off-road, se li va dotar (en opció) d'un sistema de tracció integral ofert per Dana, incloent-hi bloquejador central de diferencial que podia activar-se des del tauler. Aquest sistema dirigeix la força motriu a les rodes davanteres, però quan comencen a patinar les rodes davanteres, automàticament envia potència a les posteriors. El sistema de frenada va ser construït per Continental Teves, incloent-hi el sistema antibloqueig de rodes i altres components relacionats amb les suspensions.
La producció en règim de CKD va iniciar el 2002 a la planta de Ford Lio Ho Motor Co. de Taiwan, d'on surten els Escape que seran ofertes als mercats d'Àsia.

### Especificacions

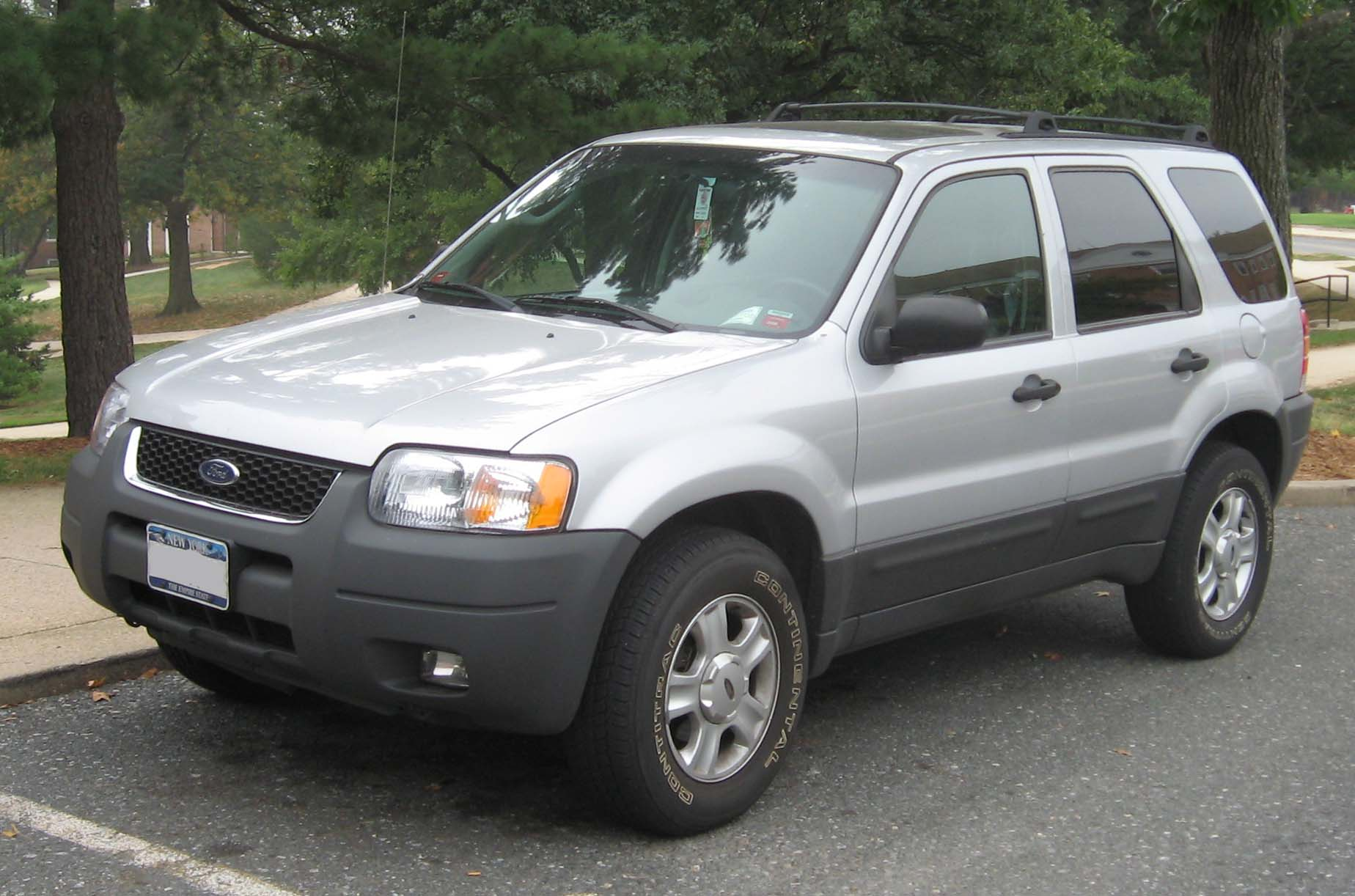
Ford Escape del 2001-04

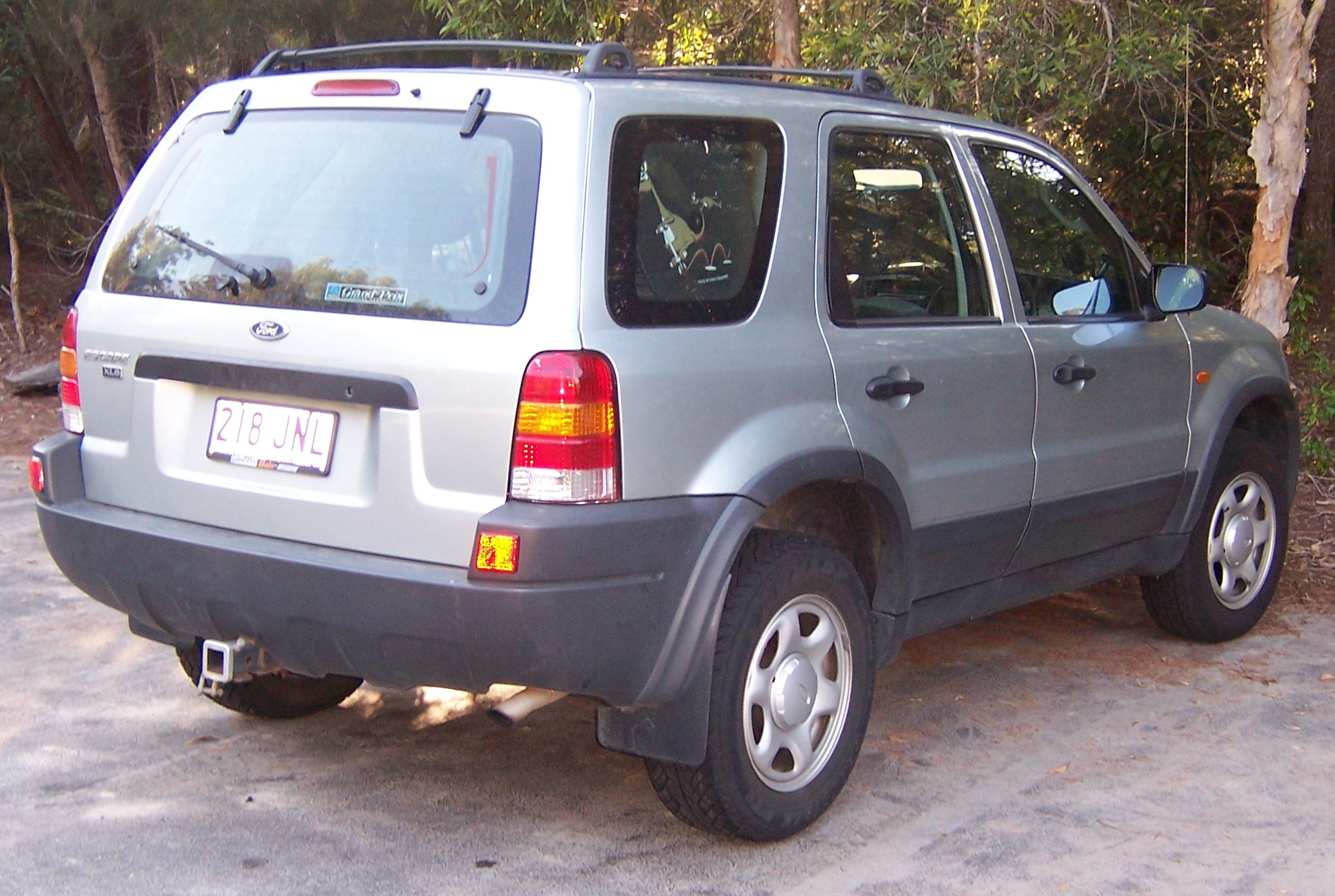
Posterior d'un Ford Escape del 2003-06

L'Escape s'ha fabricat en diferents plantes: Avon Lake, Ohio i Claycomo, Missouri, EUA; Jhonli City, Taiwan; Hai Duong, Vietnam; Höfu, Yamaguchi, Japó; Santa Rosa, Laguna, Filipines i St Petersburg, Rússia.
Mides de l'Escape:
Batalla (Wheelbase): 2,619 m (103.1 in)
Llargada (Length): 4,394 m (173 in, 2001-05); 4,442 m (174.9 in, 2005-07)
Amplada (Width): 1,781 m (70.1 in)
Alçada (Height): 1,755 m (69.1 in, 2001-05); 1,770 m (69.7 in, 2005-07)
Capacitat del dipòsit: 62,5 l (16.5 galons EUA)
Mecànicament es pot elegir entre 3 motors i 2 transmissions: una automàtica CD4E de 4 velocitats i una manual de 5 velocitats.
| Any       | Motor               | Potència   | Torsió      |
| --------- | ------------------- | ---------- | ----------- |
| 2001-2004 | 2.0 L Zetec I4      | 127-130 cv | 183 N·m     |
| 2001-2004 | 3.0 L Duratec 30 V6 | 200-201 cv | 266-271 N·m |
| 2005-2007 | 2.3 L Duratec 23 I4 | 153 cv     | 206 N·m     |
| 2005-2007 | 3.0 L Duratec 30 V6 | 200 cv<    | 262 N·m     |

### Escape Hybrid
L'any 2004 es va presentar la versió híbrida de l'Escape. Amb el mateix xassís (però amb un dipòsit de benzina menor, de 41,6 litres -11 galons dels EUA-), combina un motor elèctric amb un de gasolina; d'acord amb l'EPA els híbrids són un 75% més eficients que els models base de l'Escape, a part de ser el primer vehicle tot camí a incorporar aquesta tecnologia.

### 2005

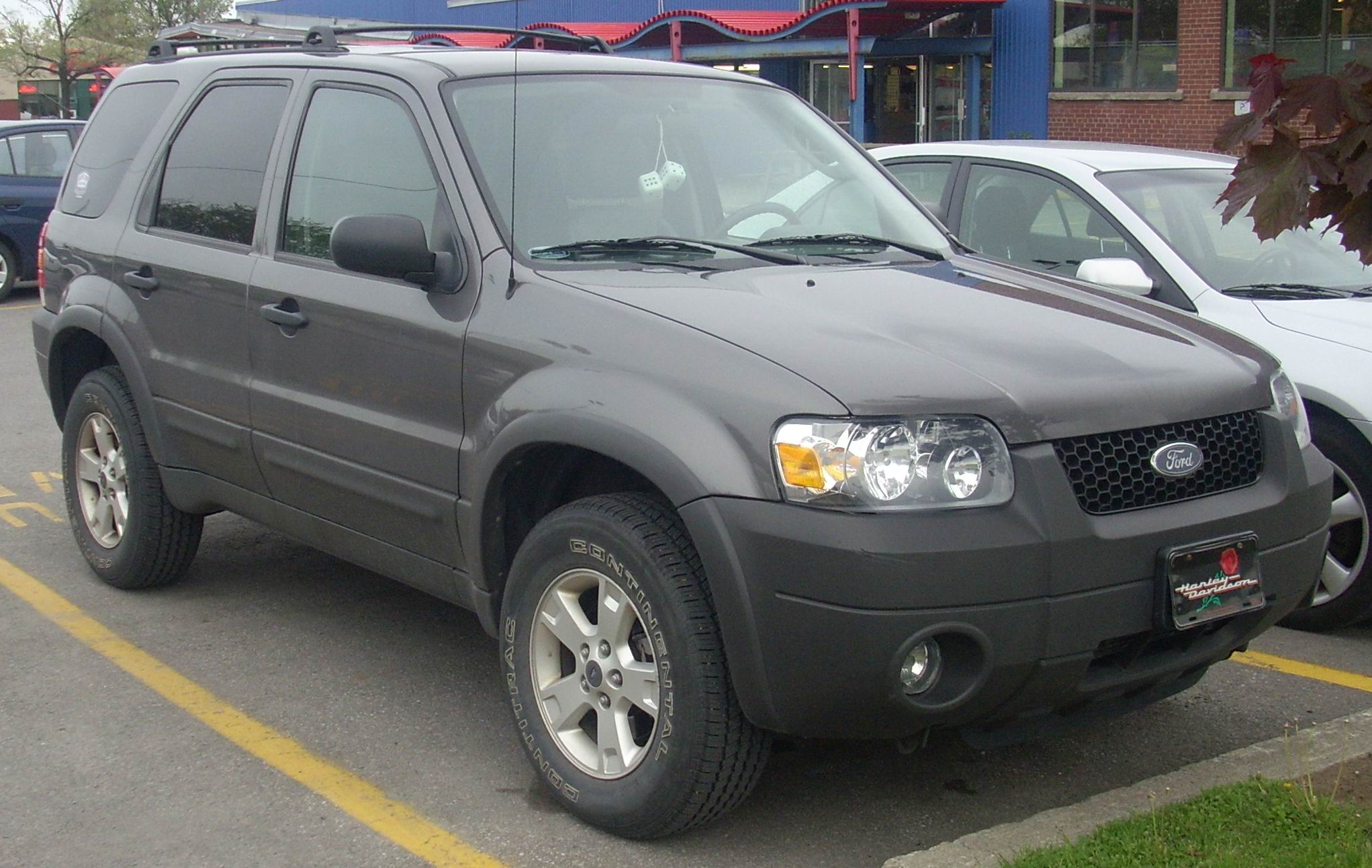
Ford Escape del 2005-07

L'Escape i la Mazda Tribute reben canvis. El motor 2.0L Zetec de 127 cv desapareix i deixa lloc a un nou 2.3L Duratec de 153 cv. El motor V6 de 3.0L queda igualment com a opció de major rendiment, encara que rep alguns canvis. En matèria d'equipament s'afegeixen airbags i cinturons de seguretat, un sistema de tracció integra intel·ligent, i canvis en l'exterior (per exemple, els fars davanters són diferents). També per al model 2005 és el primer any en què s'ofereix la transmissió automàtica de 4 velocitats en els motors de 4 cilindres (i la palanca canvia la seva ubicació: d'estar al volant -columna- passa a estar a terra -consola-) i el reclinant del seient posterior se suprimeix per millorar la seguretat en els seients posteriors.

### 2007 (Àsia/Pacífic)
A excepció de Corea del Sud (que reben l'Escape d'Amèrica del Nord), es presenta un nou model 2007 a mitjans del 2006 amb canvis que incideixen en la graella, para-xocs, fars i capó, així com fars posteriors LED i para-xocs posterior.
Interiorment s'afegeix també la palanca de canvis a terra; canvia el disseny de la consola, amb nous comandaments per l'aire condicionat i àudio. Pels paquets XLS el climatitzador va de sèrie i el paquet Limited es distingeix per tenir els para-xocs pintats, detalls estètics i retrovisors amb direccionals amb LED.
Els frens posteriors que anaven en tambor canvien a disc; mecànicament el V6 redueix el consum un 10% i el 2.3L se li millora la torsió en la zona mitjana i se li afegeix accelerador elèctric, incrementant-se a 146 cv. Ambdós motors son Euro III i la transmissió és automàtica.

## Segona generació (2008-)

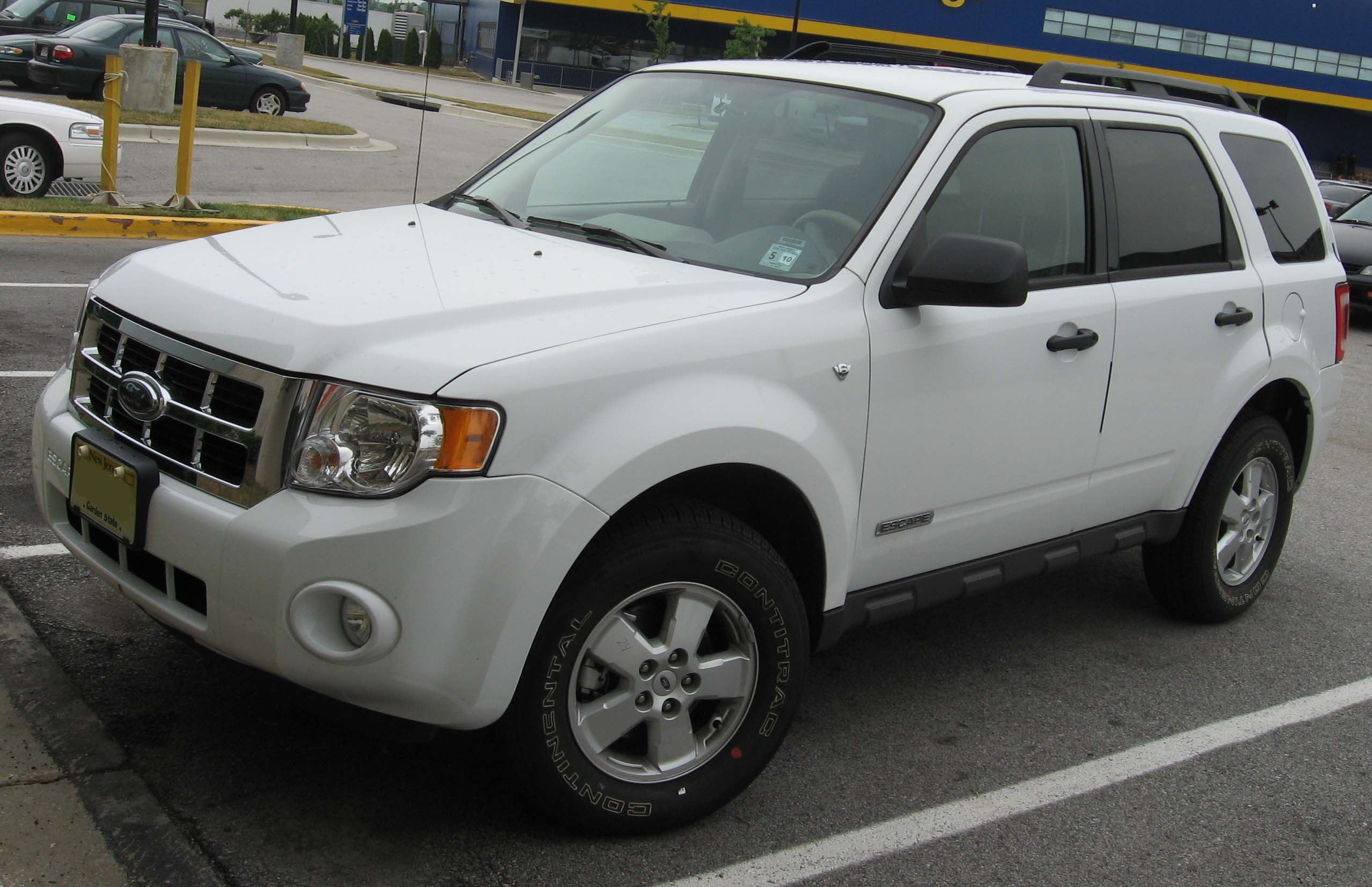
Ford Escape del 2008

El mercat nord-americà va rebre una nova generació de l'Escape (així com els seus "germans" Mazda Tribute i Mercury Mariner) que ja es va poder veure en Los Angeles International Auto Show del 2007. Tot i que mecànicament els canvis venen pel 2009 i segueix usant la mateixa plataforma CD2,
l'Escape mostra una estètica que recorda a l'adoptada en vehicles com el Ford Edge, Explorer i Expedition. Aquests canvis estètics els trobem en una nova graella amb fars més grans; els posteriors tenen línies més suaus, l'arc de les rodes és més rodó; internament és nou, i s'afegeix també el nou sistema de navegació de Ford Motor Company.
Mides de l'Escape:
- Batalla (Wheelbase): 2,619 m (103.1 in)
- Llargada (Length): 4,437 m (174.7 in)
- Amplada (Width): 1,806 m (71.1 in)
- Alçada (Height): 1,727 m (68.0 in)
- Capacitat del dipòsit: 62,5 l (16.5 galons EUA)

### 2009

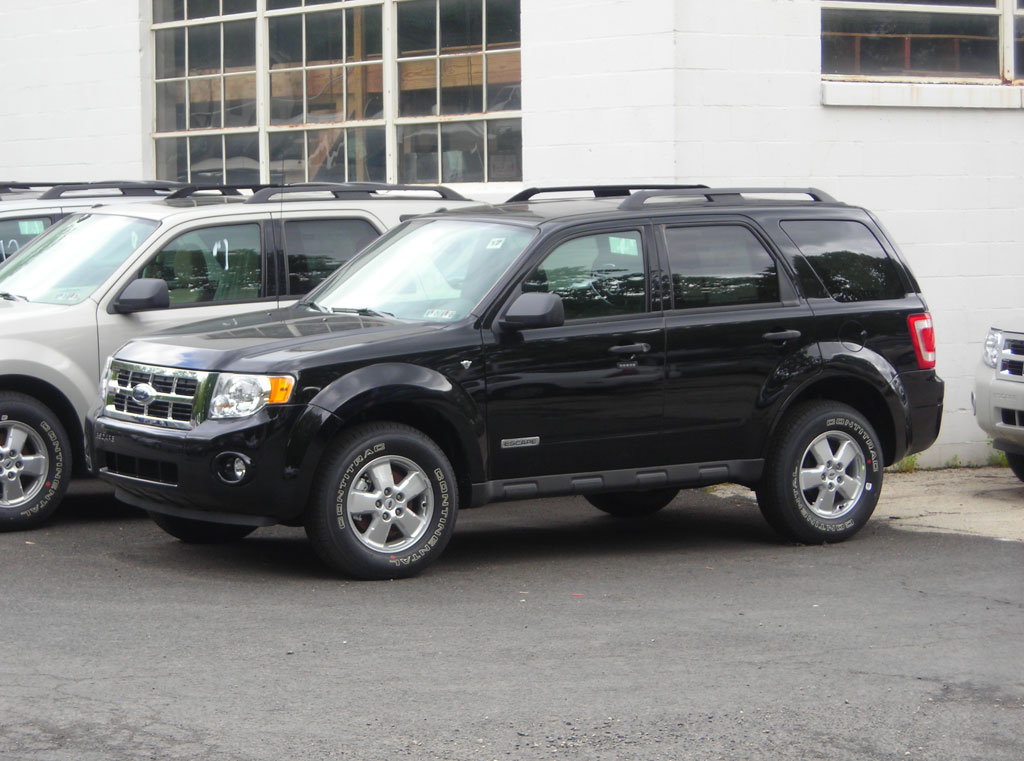
Ford Escape del 2009

Però el model 2009 presenta canvis més substancials en l'aspecte mecànic. La transmissió 6F de 6 velocitats substitueix a les anteriors de 4 velocitats en ambdós motors, que un d'ells, desapareix: la versió 2.3L Duratec 23 deixa lloc a un nou 2.5L Duratec 25 de 4 cilindres. El motor 3.0 V6 Duratec 30 rep un notable increment de potència que el deixa en 240 cv.
| Any             | Motor               | Potència | Torsió  |
| --------------- | ------------------- | -------- | ------- |
| 2008-2009       | 3.0 L Duratec 30 V6 | 201 cv   | 266 N·m |
| 2008-2009       | 2.3 L Duratec 23 I4 | 153 cv   | 206 N·m |
| 2008-actualitat | 2.5 L Duratec 25 I4 | 171 cv   | 232 N·m |
| 2009-actualitat | 3.0 L Duratec 30 V6 | 240 cv   | 302 N·m |

Altres canvis que presenta el model 2009 són una barra estabilitzadora posterior nova de 18.5 mm, suspensió posterior modificada, nou sistema d'injecció d'aire pel V6, nou sistema d'escapament (tots els models), alerons posterior i davanter revisats, sistema Easy-Fuel sense tap i, com és habitual, el sistema Ford SYNC en opció als models XLS i XLT. El control d'estabilitat ESC és de sèrie.
A Europa aquesta generació no es comercialitzarà. En lloc seu, s'ofereix el Ford Kuga.

## Seguretat
Per part del Insurance Institute for Highway Security IIHS:
- La Ford Escape XLT del 2005 (fabricada després d'agost del 2004) va obtenir la qualificació de "average" en els tests de xoc frontal.[15] i de "good" en els test de xoc lateral amb airbags laterals[16]

Nota: Els valors de l'Escape 2005 apliquen també a les Mazda Tribute i Mercury Mariner 2005-2008 en xoc frontal i els laterals a la Mazda de 2005-06 i Mercury del 2005-2007. Pels models 2008 de Mazda, Mercury i Ford Motor Company reben la qualificació de "good" en els test de xoc lateral.
- La Ford Escape XLS del 2001 va obtenir la qualificació de "marginal" en els tests de xoc frontal[18] i de "poor" en els test de xoc lateral de la Ford Escape XLT del 2003;[19] no obstant, amb airbags laterals, aquest model millora a "good".[18]

Nota informativa sobre la IIHS: Aplica el test de l'Escape 2001 pels models 2001-04 i la de l'Escape 2003 per les Escape 2001-06 sense airbags laterals. Aquests mateixos valors són d'aplicació per les Mazda Tribute 2001-06 i Mercury Mariner 2005-07 sense airbags laterals; les mesures amb airbags laterals també afecten a la Mazda Tribute 2001-04.
Per part de la National Highway Traffic Safety Administration NHTSA
- Atorga 4 estrelles al Ford Escape del 2008 (versió posterior) en xoc frontal conductor i 5 estrelles al passatger, 5 estrelles en el lateral passatger i lateral al conductor i 3 estrelles en l'índex de rollover.[20]

- Atorga 3 estrelles al Ford Escape del 2008 (versions inicials) en xoc frontal conductor i 5 estrelles en el de passatger, 5 estrelles en el lateral passatger i lateral al conductor i 3 estrelles en l'índex de rollover.[21]

- Atorga 4 estrelles al Ford Escape del 2005 en xoc frontal conductor i passatger respectivament, 5 estrelles en el lateral passatger i lateral al conductor i 3 estrelles en l'índex de rollover.[22]

- Atorga 5 i 4 estrelles al Ford Escape del 2001 en xoc frontal conductor i passatger respectivament, 5 estrelles en el lateral passatger i lateral al conductor i 3 estrelles en l'índex de rollover.[23]

## Polèmica amb el sistema ABS
Tot vehicle ha estat objecte de revisions originades per defectes en el desgast de les peces o per defectes de fabricació. En el cas de l'Escape (i també la Mazda Tribute) la NHTSA va investigar més de 600.000 vehicles compresos els anys 2001-03 els quals, va rebre 8 queixes respecte de focs que s'han produït al motor, concretament la zona a on és el mòdul sistema antibloqueig de rodes.
Finalment les investigacions van comportar la crida a revisió de 520.000 vehicles models 2001-04, després d'haver registrar més de mig centenar d'incendis registrats. Sembla que el problema estaria en la corrosió que afecta la centraleta sistema antibloqueig de rodes; la culpa la tindria una junta que, sigui per defectuosa o perquè no s'ha instal·lat. Dels 520 mil revisats, 445.000 circulen als Estats Units i 75.000 al Canadà i Mèxic.